# 後庄子 (臺中市)
後庄子，原寫為後庄仔，是臺灣臺中市北屯區的一個傳統地域名稱，位於該區西部。相較於今日行政區，其範圍大致包括后庄里不含敦化路一段460巷巷口附近地區、忠平里西北部邊界地帶的兩側、陳平里西北端一小塊地、新平里北端，以及西屯區大石里右半葉的北部及左半葉的東北部。

## 歷史
台灣清治末期至日治初期，後庄子地區為一街庄，稱為「後庄仔庄」，隸屬於捒東下堡。該庄北與上七張犁庄為鄰，東與四張犁街為鄰，南邊為陳平庄，西邊為上牛埔仔庄。
1901年（日治明治三十四年）11月，全台廢縣廳改設二十廳，該庄隸屬於臺中廳。1903年（明治三十六年）6月，該庄編入「四張犁區」，隸屬於臺中廳。1909年（明治四十二年）10月，合併二十廳為十二廳，四張犁區隸屬不變。1920年（大正九年），全台地方制度大改正，廢十二廳改設五州二廳，該庄改制並雅化為「後庄子」大字，隸屬於臺中州大屯郡北屯庄。
戰後北屯庄改制為北屯鄉，隸屬於臺中縣，大字亦改制為村。1947年2月，北屯鄉併入省轄臺中市而改稱北屯區，村亦改制為里。1950年10月，中、彰、投分治，北屯區仍隸屬臺中市。2010年12月，臺中縣市合併為直轄臺中市，北屯區隸屬不變。

## 聚落
本地區發展較早的聚落為後庄仔，在日治期初期的官方地圖上已有記載。

## 交通
省道台1乙線（中清路二段）是大雅至大肚區王田的幹道，大致以北北西—南南東走向經過後庄子地區西部及西南部邊界地帶。由該道路向北北西可前往西屯東北部、大雅並止於省道台10線路口，向南南東可前往台中市區西部、烏日並止於國道1號王田交流道南側的省道台1線路口。